# パク人
パク人はラリー・ニーヴンの小説の舞台設定である『ノウンスペース』に登場する架空の生物で、繁殖者(ブリーダー)とプロテクターの二つの形態がある。ブリーダー段階の個体は生命の樹と呼ばれる植物によってプロテクターの形態に変化するという設定となっている。

## 生物種としてのパク人
パク人は銀河系の中心部に近い惑星上で進化した。このような環境での高レベルの放射能は種族としての進化のプロセスを不安定にさせるほど過酷なものである。結果として、パク人は種族の中で危険な突然変異は排除するというメカニズムを発達させた。このメカニズムこそが、プロテクター段階の形態である。
パク人の一生は三種類の形態に変化する。すなわち、幼生、ブリーダー、プロテクターの順である。
パク人の幼生は性的に未成熟であり、ブリーダー段階の両親に育てられる。
ブリーダーは性的には成熟しているものの、知能は知性を持たない霊長類であるホモ・ハビリスとほぼ同程度とされる。中年に相当する年齢を過ぎるころ、ブリーダーはプロテクター段階への変態を促す共生ウイルスを含む植物の根の匂いを渇望するようになる。
プロテクターは近親者、つまり自分に近い種族の匂いに非常に敏感であり、悪い臭いを感じさせる個体、すなわち危険な突然変異の可能性のあるものは「除去」してしまう。一般にプロテクターは知覚に優れ、人類よりははるかに高い知能・身体能力を持っている。

## 生命の樹
生命の樹は一種の灌木で、独特の匂いを放つ。25パク年(42地球年)未満の年齢のブリーダーはその匂いをほとんど知覚出来ないか、あるいは不快に感じる。だがそれ以上の年齢になると急激に魅力的なものと感じるようになり食べずにいられなくなる。ブリーダーがその根の部分を食べ根に共生するウイルスを体内に取り込むことで形態の変化が始まる。
生命の樹を摂取したあとパク人（人類のような類縁種もそうだが）はブリーダー形態からプロテクター形態へと変化する。これには解剖学的な再構成が伴う。
皮膚はナイフをもはじき返す革の鎧(外骨格)のように硬質化する。関節は「メロンとココナッツでかたどった人間の形」のようになるまで肥大化し、それにより筋肉が四肢に与えられるトルクは大きくなるため力が強くなり、自分の体重の10倍の重量を持ち上げることが可能になる。外性器は失われ、鼠径部に二心室の第二の心臓が形成される。手の爪は出し入れ可能な鉤爪に変化する。歯は抜け落ち唇が融合するので骨ばったくちばしのようになる。
脳は非常に増大する。その結果、精神はチンパンジーのような比較的下等な種族の場合でも人類の知能をはるかに超えるものに変化する。プロテクターに変化した人類の知性は人類のそれを凌駕する(ルイス・ウーはプロテクターの心をブリーダーの「ぼやけた」ものと比べると「ダイアモンド」の精密さ、洞察力、明晰さを持つものだと述べている)。 頭髪はすべて抜け落ち、新たに拡がった頭蓋骨を保護するため頭には骨ばったうね状の構造が現れる。
プロテクターは寿命が延び一万地球年ほども生きることが出来る。だがほとんどのプロテクターは他のプロテクターとの闘争の直接あるいは間接的な結果、死んでしまう。そのため高齢での死というものはパク人の世界ではめったにないことであった。
いったんプロテクターに変化してしまうと、彼らは体内のウイルスを維持するためより多くの生命の木の根を定期的に摂取しなければならなくなる。ウイルスが欠乏すると衰弱し死に至る。プロテクターは生命の樹さえあればいつまででも生きていられる。他の種類の食物でも食べることはできるが、主食は生命の木の根である。

## プロテクターの行動様式
パク人のプロテクターは同族の近縁者の面倒をみなければならない（あるいは名前の元となっているように「プロテクト」せねばならない）という本能を持つ。プロテクターは同族のブリーダーを匂いで識別し、半ば強制的・自動的に彼らが最大の利益を得るよう行動する。またプロテクター同士であってもしばしば一族のための領土や資源を賭け系統を根絶やしにするような闘争も行う。守るべきブリーダーを失うとプロテクターは食欲を失って餓死してしまうが、中には守る対象を全パク人に拡げ種族全体に貢献するために生き続けることを選ぶ者もいる。
その知能の高さゆえ、プロテクターはいかなる場合でも与えられた条件での最適解が分かってしまう。情報が不足している・前提条件が間違っている場合は選択を誤る事もありうるが、情報が十分ならば状況把握のため、現状を定義できる学術体系を個人がその場で組み立てる事すらある。得られた解がブリーダーたちにとって有益な場合は是も非もなく行動に移す。加えて、プロテクターが採るあらゆる行動において、絶対の前提条件は血族への義務感であるため、実際のところプロテクターには人間でいうところの自由意志というものがほとんどない。同じ条件を与えられた同じ種族のプロテクターは、どの個体であっても常に同じ選択肢を採らざるを得ないのだ。総じて言えばパク人のプロテクターの本質は自分の種族が第一で差別主義的、好戦的ということであり、自身の直系子孫以外のものを一切許容しない。または最も「進んだ」プロテクター（全パク人を保護の対象と選んだ者）の場合でも他の生物種を敵とみなす。異なる血族のプロテクター同士が協力することもあるが利害が一致する場合だけである。しかし一方が他方を裏切ることで有利になると判断した場合はその限りではない。かくしてパクの母星は恒常的な戦争が続くこととなった。
人間がプロテクターになると、自分は、ブリーダーだったら非道徳とみなすような行動をとる存在であると自覚するようになる。例えば小説『プロテクター』の登場人物であるジャック・ブレナンはプロテクター化した後、誰もが忘れかけていたとある事件で数名の人類を殺されたことの報復として火星人を根絶やしにしてしまった。プロテクターであるブレナンにとっては火星人の存在自身が抹殺すべきリスクであるというのは自明の理である。ブレナンはホーム星の住民に対しても同様に無慈悲であった。ブレナンが破壊したこの惑星では、生命の樹のウイルスを遺伝子操作で改造したものを使って子供のいないプロテクターの軍隊を作り、侵略してきたパク艦隊との戦闘を行った（前述の小説参照）。ブレナンにとっては数十万の罪のない人々の死よりも、地球にいる彼にとって守る対象の人類全体が生き残ることのほうが論理的に見合うことだった。
なおニーヴンが後に発表した小説ではホーム星は再入植がなされたことになっているが、生命の樹のウイルスをどのようにして生態系から取り除いたかは説明されていない。
ニーヴンは未来史の作品『リングワールドの子供たち』でARMの活動について多くのことを描いている。それによればARMの背後には少なくとも一人のプロテクターがおり、また長命薬（ブースタースパイス、人類の寿命を飛躍的に延ばすもの）は生命の樹からもたらされたものであることが示唆されている。

## パク人と地球人類
人類は250万年前に頓挫したパク人の播種計画の移民団の子孫である。宇宙移民船を建造したパク人たちは生命の樹を収穫することができず死んでしまった。地球の土壌は生命の樹の根に棲息するウイルスにとって必須のタリウムが不足しており生き延びることができなかった。結果として地球に降り立ったパク人のプロテクターは早い時期に死に絶えることとなり、パク人のブリーダーも本来の種（“ホモ・ハビリス”）から現生人類（“ホモ・サピエンス”）への進化を許すことになってしまった。地球の他の霊長類（ゴリラ、チンパンジー、オランウータンなど）もパク移民団の子孫であり、生命の樹の根さえあればプロテクター形態への変態は可能であろう（現実の地球上での霊長類への進化は250万年以上前に起こったと考えられているが、ニーヴンはその矛盾については言及していない）。
リングワールドはパク人が建造し、ブリーダーたちが入植した。その後プロテクターの数は減り続け、ついには遺伝的な純血を維持できなくなるほどになってしまった。ニーヴンのリングワールドの各作品では、さまざまな亜人類に進化したブリーダーたちが描かれている。

## 物語の道具立てとしてのプロテクター
ニーヴンは当初、高度な知性を単に進化の道具として描くためにパク人のプロテクターを創作したようである。その後のSFでは高度な知性が無欲だとか利他主義と同義であるといった傾向があった。パク人のプロテクターは自身の本能から逃れられない奴隷であり、ブリーダーを保護するという目的に直結している。プロテクターの知性は敵対的な環境の中で種を存続させるための進化上の目的のためささげられている。
ニーヴンは他の著作でプロテクターを思考実験のひとつとして創作したと述べている。それは人間に見られるさまざまな加齢現象や、出産適齢期を過ぎた後でも長い寿命が残っている理由をフィクションの観点から説明するというものである。したがってプロテクターのさまざまな長所や特長は人間の加齢現象のマイナスの側面を反映したものとなっている。たとえば関節痛、循環器疾病、皮膚の皺、性欲の減退、歯が抜け落ちるといったことはすべてブリーダーからプロテクターへの変化を経て利点となる。

## 参照
- リングワールド
- リングワールドふたたび
- リングワールドの玉座
- リングワールドの子供たち
- プロテクター